# Drei Töchter (2023)
Drei Töchter (Originaltitel His Three Daughters) ist ein Filmdrama von Azazel Jacobs. In dem fast ausschließlich in einer kleinen New Yorker Wohnung spielenden Film sind drei Schwestern zusammengekommen, um sich gemeinsam um ihren im Sterben liegenden Vater zu kümmern. Die titelgebenden Schwestern werden von Elizabeth Olsen, Carrie Coon und Natasha Lyonne gespielt. Der Film feierte im September 2023 beim Toronto International Film Festival seine Premiere. Im September 2024 nahm Netflix den Film in sein Programm auf.

## Handlung
Die Schwestern Katie, Christina und Rachel sind in der New Yorker Wohnung ihres Vaters zusammengekommen, um sich in der nächsten Zeit gemeinsam um den im Sterben Liegenden zu kümmern. Um diese Tage zu überstehen, müssen sie ihre Differenzen beiseitelegen. Rachel lebt noch immer bei ihrem Vater. Christina vermisst ihren Mann und ihr Kind zu Hause sehr. Unterdessen liegt der Vater Vincent, von ihnen Vinnie genannt, in seinem Schlafzimmer und ist an einen Herzmonitor und eine Morphium-Pumpe angeschlossen.

## Produktion

### Regie, Drehbuch und Filmschnitt
Regie führte Azazel Jacobs, der auch das Drehbuch schrieb. Es handelt sich nach Nobody Needs to Know von 2003, The GoodTimesKid von 2005, Momma's Man von 2008, Terri von 2011, dem Eheporträt The Lovers von 2017 und French Exit von 2020 um seinen siebten Spielfilm. Der in New York City geborene Filmemacher besuchte das Purchase College und machte seinen Master beim American Film Institute. Jacobs zeichnete bei Drei Töchter auch für den Filmschnitt verantwortlich.

### Besetzung und Dreharbeiten

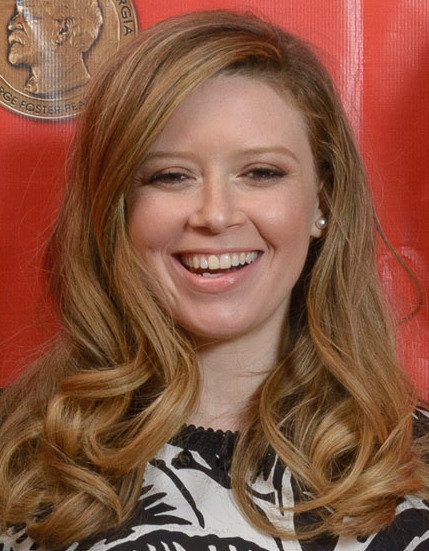
Natasha Lyonne spielt Rachel, die noch immer in der väterlichen Wohnung lebt

Elizabeth Olsen spielt ihre Schwester Christina

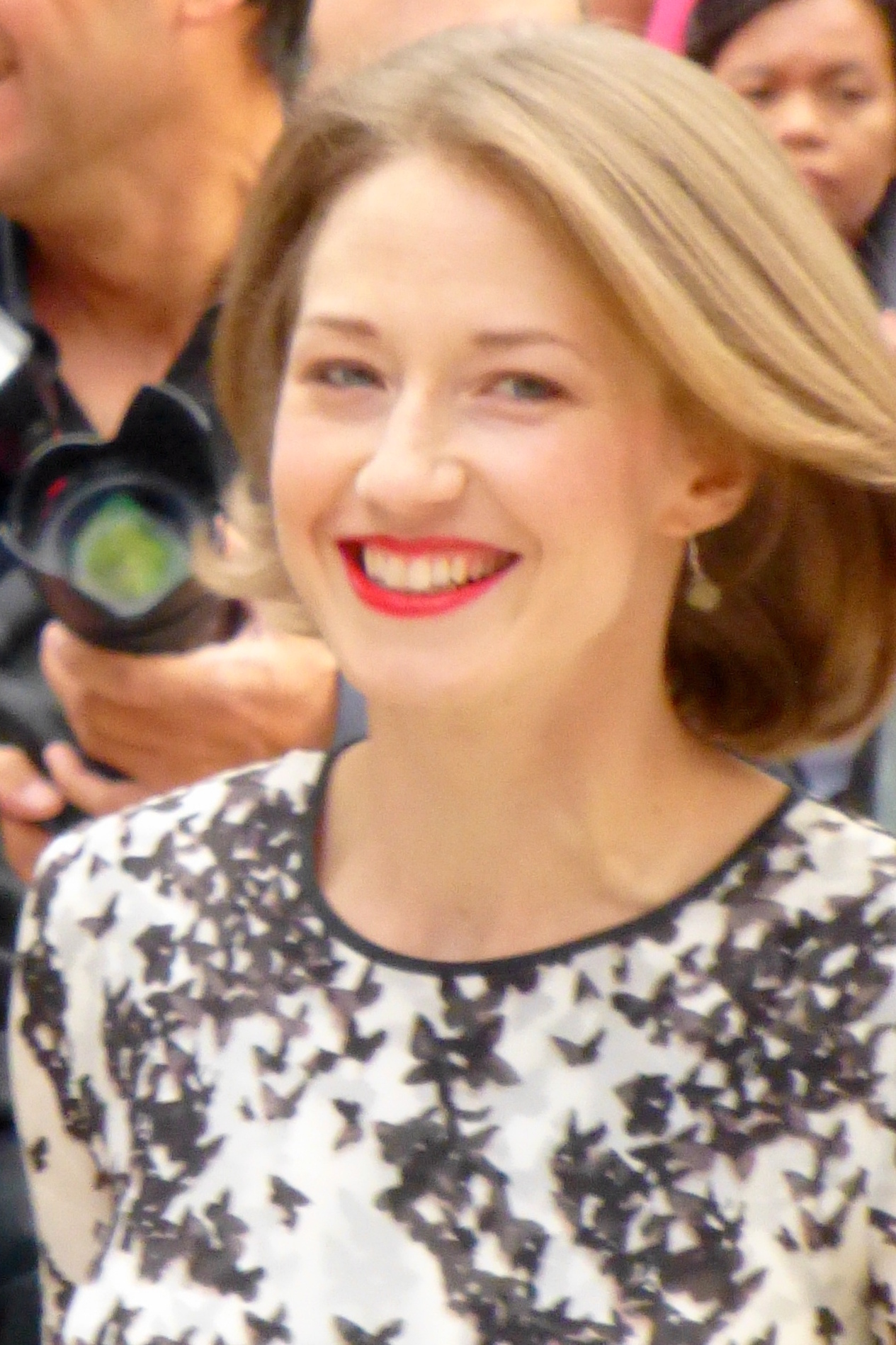
Carrie Coon spielt die älteste Schwester Katie

Carrie Coon, Elizabeth Olsen und Natasha Lyonne spielen Katie und ihre jüngeren Schwestern Christina und Rachel. Jay O. Sanders spielt ihren sterbenden Vater Vincent, genannt „Vinnie“, der gegen Ende des Films zu sehen ist. Das Casting übernahm Nicole Arbusto.
Jacobs und sein Kameramann Sam Levy drehten den Film auf 16 mm. Levy war zuvor für Filme wie  Lady Bird von Greta Gerwig, Gib’s zu, Fletch von Greg Mottola, The Starling Girl von Laurel Parmet oder She Came to Me von Rebecca Miller tätig.

### Filmmusik und Veröffentlichung
Die Filmmusik komponierte der Brasilianer Rodrigo Amarante, ein Mitglied der Bands Little Joy und Los Hermanos, der erstmals in dieser Funktion für  José Padilhas Thriller 7 Tage in Entebbe tätig war. Das Soundtrack-Album mit insgesamt zehn Musikstücken wurde am 20. September 2024 von Milan Records als Download veröffentlicht.
Die Weltpremiere fand am 9. September 2023 beim Toronto International Film Festival statt. Im Nachgang sicherte sich Netflix die Rechte am Film. Der Streamingdienst nahm den Film am 20. September 2024 in sein Programm auf. Zwei Wochen zuvor kam er in ausgewählte US-Kinos. Ende Oktober, Anfang November 2024 wurde der Film beim Savannah Film Festival gezeigt.

## Rezeption

### Altersfreigabe und Kritiken
In den USA erhielt der Film von der MPAA ein R-Rating, was einer Freigabe ab 17 Jahren entspricht. In Deutschland wurde der Film von der FSK bereits ab 12 Jahren freigegeben.
Von den bei Rotten Tomatoes aufgeführten Kritiken sind 98 Prozent positiv bei einer durchschnittlichen Bewertung mit 8,2 von 10 möglichen Punkten, womit er aus den 25. Annual Golden Tomato Awards als Drittplatzierter unter den Streaming-Filmen des Jahres 2024 hervorging. Bei Metacritic erhielt der Film einen Metascore von 84 von 100 möglichen Punkten.
Mae Abdulbaki schreibt in ihrer Kritik für screenrant.com, eines der schönsten Dinge an Drei Töchter sei die Tatsache, dass der Film dem Tod direkt ins Auge blickt. Die Geschwister werden gezwungen, sich mit dem nahenden Tod ihres Vaters auseinanderzusetzen und, was entscheidend sei, was das für ihre Beziehung bedeutet. Geschickterweise zeige Azazel Jacobs ihren Vater Vincent erst ganz am Ende. Sein Drehbuch sei zwar dialoglastig, doch wirke nichts unnötig in die Länge gezogen, die Gespräche der Schwestern seien nicht gekünstelt und einige der Gespräche fühlten sich wie ein Schlag ins Gesicht an. Der bewegende Film behandele ein schweres und schwieriges Thema, aber auch wenn der Tod im Hintergrund lauert, sei die Geschichte aufgrund der zentralen Beziehung des Trios so spannend. Carrie Coon sei hier in ihrem Element. Sie spiele Katie mit einer Direktheit und resolut, gleichzeitig aber doch verletzlich. Elizabeth Olsen gelinge eine Balance zwischen ängstlichem Verhalten, Momenten schmerzhafter Erinnerung und einem Lachen über all dies, während Natasha Lyonne in der Rolle ihrer Schwester Rachel völlig unbekümmert wirke, ihre Augen aber ihre Gefühle verraten. Der Film gehe geschickt auf Fragen ein, wie denen, wie man mit dem Verlust eines Elternteils fertig wird und welche Verbindung zwischen Geschwistern nach dessen Tod noch besteht.

### Auszeichnungen
Gotham Awards 2024
- Auszeichnung für das Beste Drehbuch (Azazel Jacobs)
- Nominierung für die Beste Nebenrolle (Natasha Lyonne)[15][16]

Independent Spirit Awards 2025
- Auszeichnung mit dem Robert Altman Award (Azazel Jacobs, Nicole Arbusto etc.)[17]

Michigan Movie Critics Guild Awards 2024
- Nominierung als Beste Nebendarstellerin (Natasha Lyonne)[18]

National Board of Review Awards 2024
- Aufnahme in die Top 10 der Independent-Filme[19]

San Francisco Film Awards 2024
- Auszeichnung mit dem Honors Award (Azazel Jacobs)[20]

Seattle Film Critics Society Awards 2024
- Nominierung für das Beste Ensemble (Nicole Arbusto)[21]